# Cleptometopus cameroni
Cleptometopus cameroni är en skalbaggsart som beskrevs av Stefan von Breuning 1972. Cleptometopus cameroni ingår i släktet Cleptometopus och familjen långhorningar. Inga underarter finns listade i Catalogue of Life.